# مارتي جيمسون
مارتي جيمسون (بالإنجليزية: Marty Jemison)‏ ولد بتاريخ 18 مايو 1965 في سالت ليك، هو دراج أمريكي سابق في صنف سباق الدراجات على الطريق.

## روابط خارجية
- مارتي جيمسون على موقع أرشيف الدراجات (الإنجليزية)
- مارتي جيمسون على موقع إحصائيات الدراجات الإحترافية (الإنجليزية)
- مارتي جيمسون على موقع نسبة الدراجات (الإنجليزية)
- مارتي جيمسون على موقع CycleBase (الإنجليزية)